# Grampiany

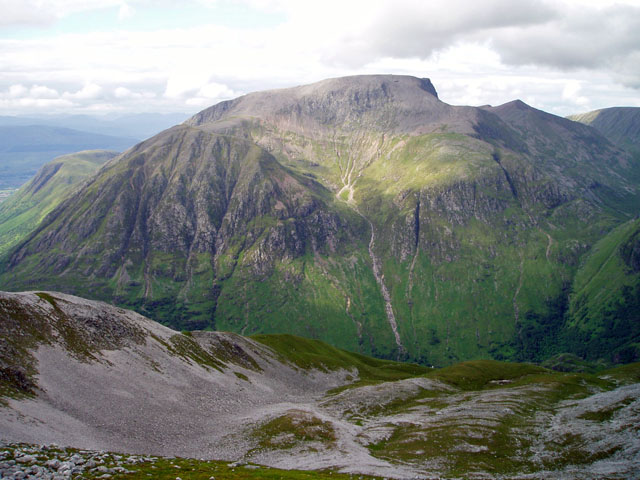
Ben Nevis

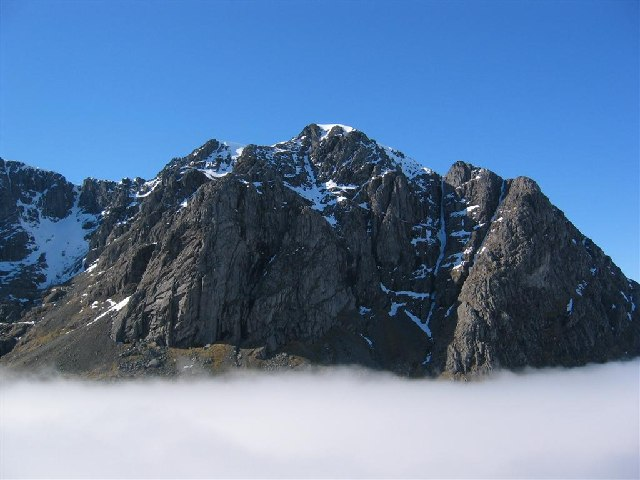
Càrn Mòr Dearg

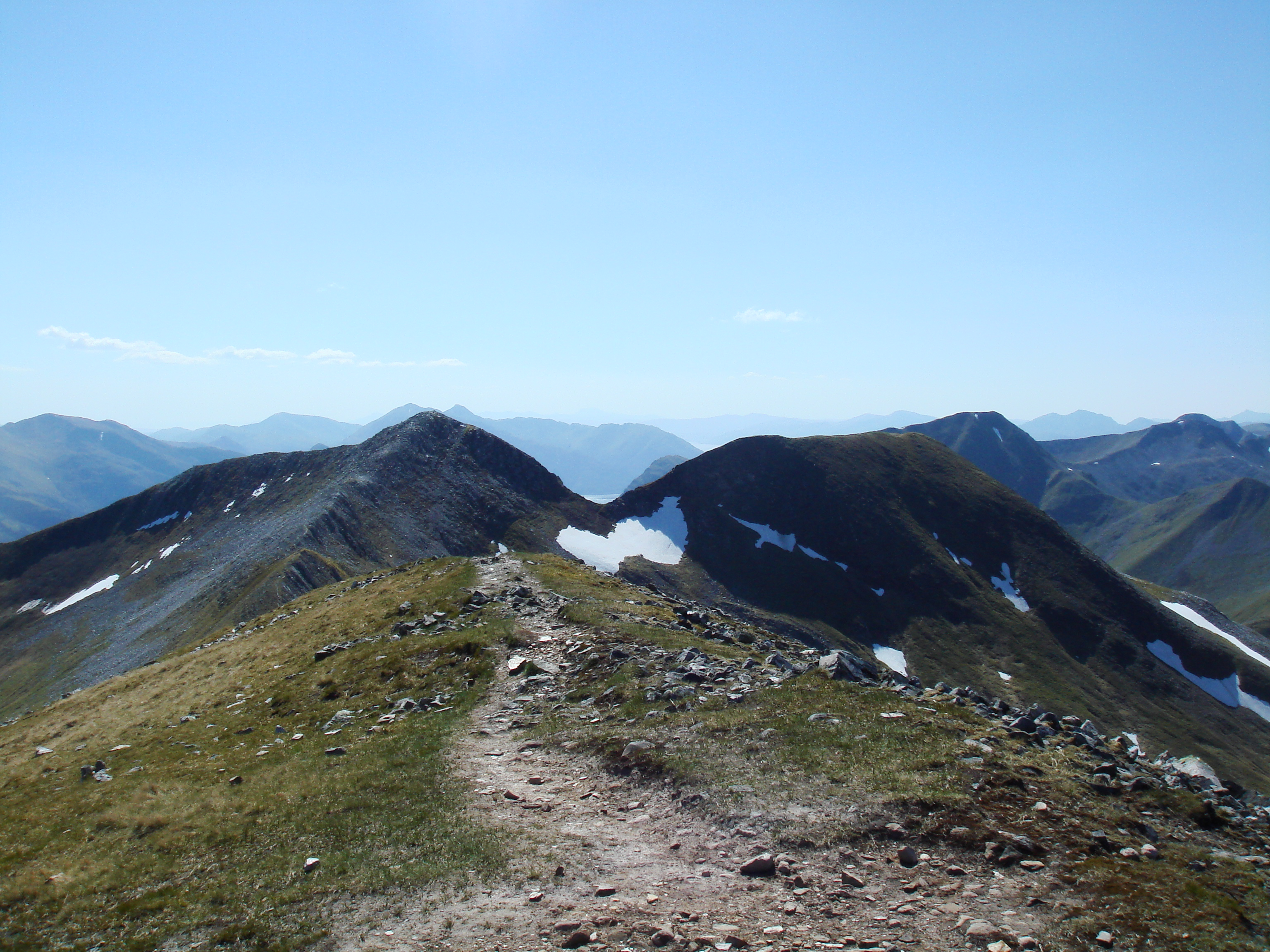
Na Gruagaichean

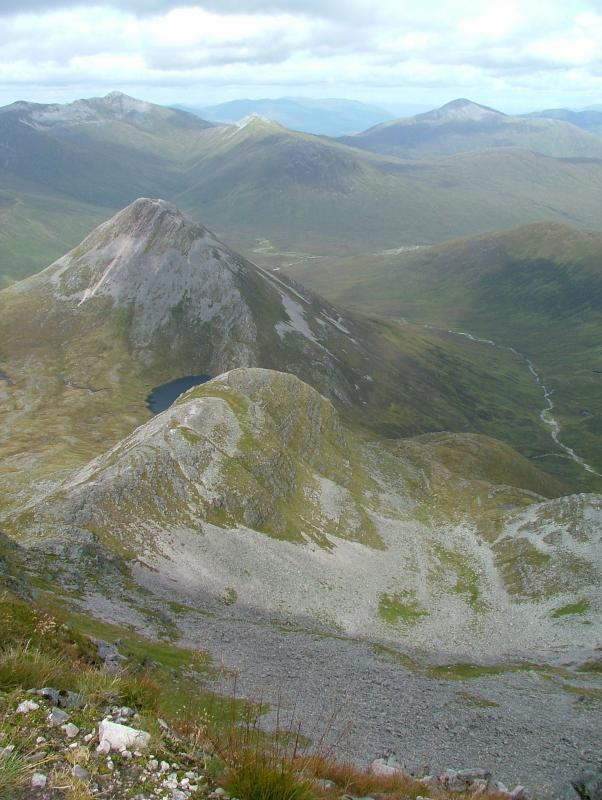
Binnein Beag

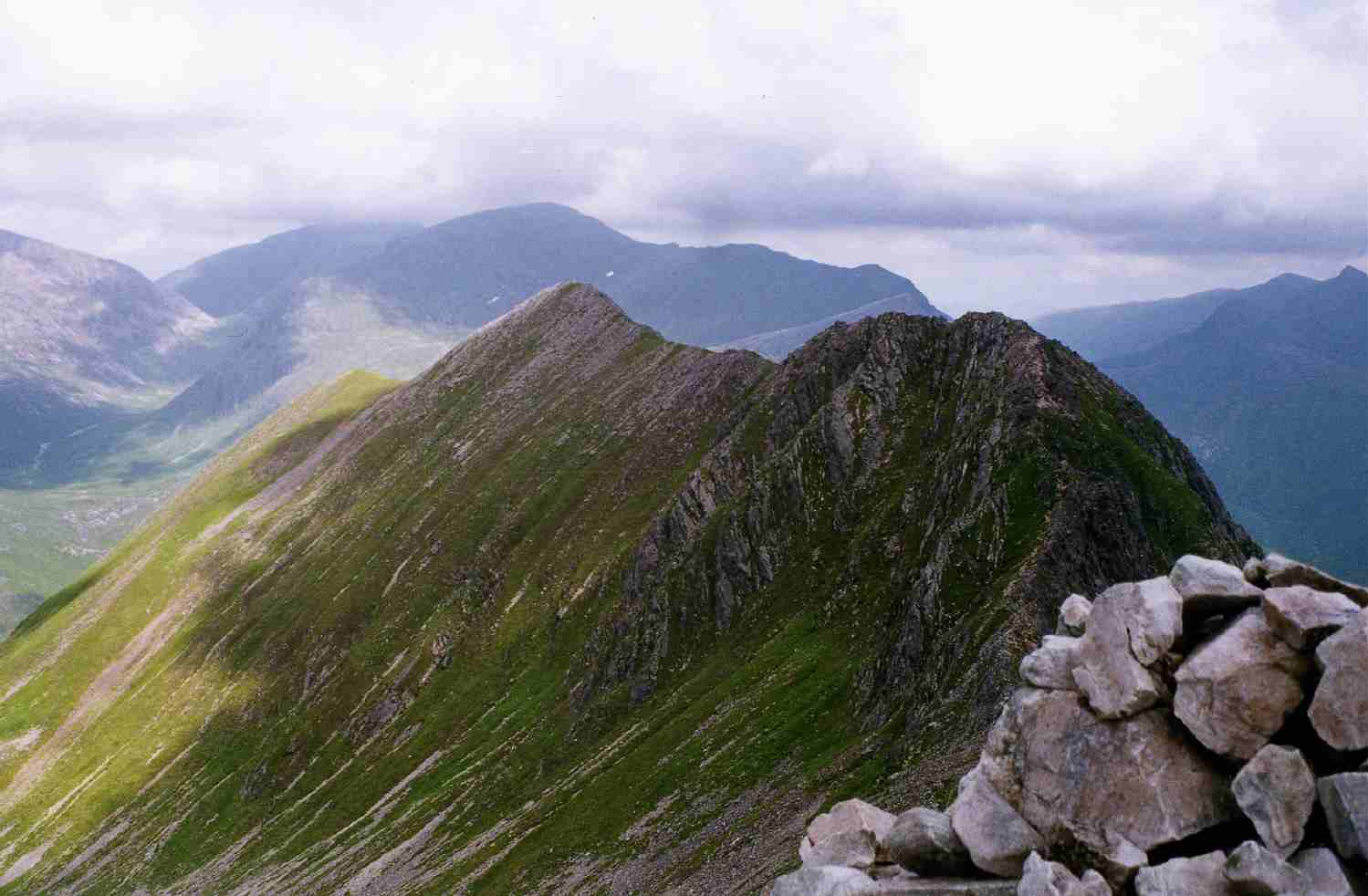
An Gearanach

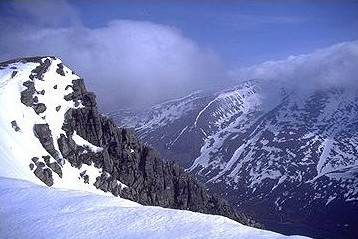
Braeriach ze szczytu Sgor Gaoith

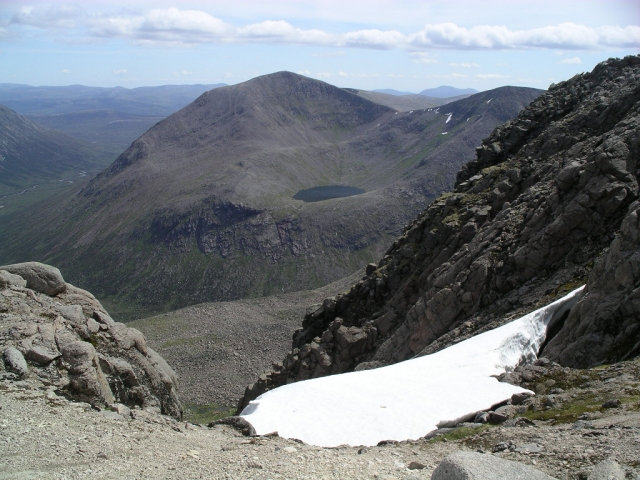
Cairn Toul

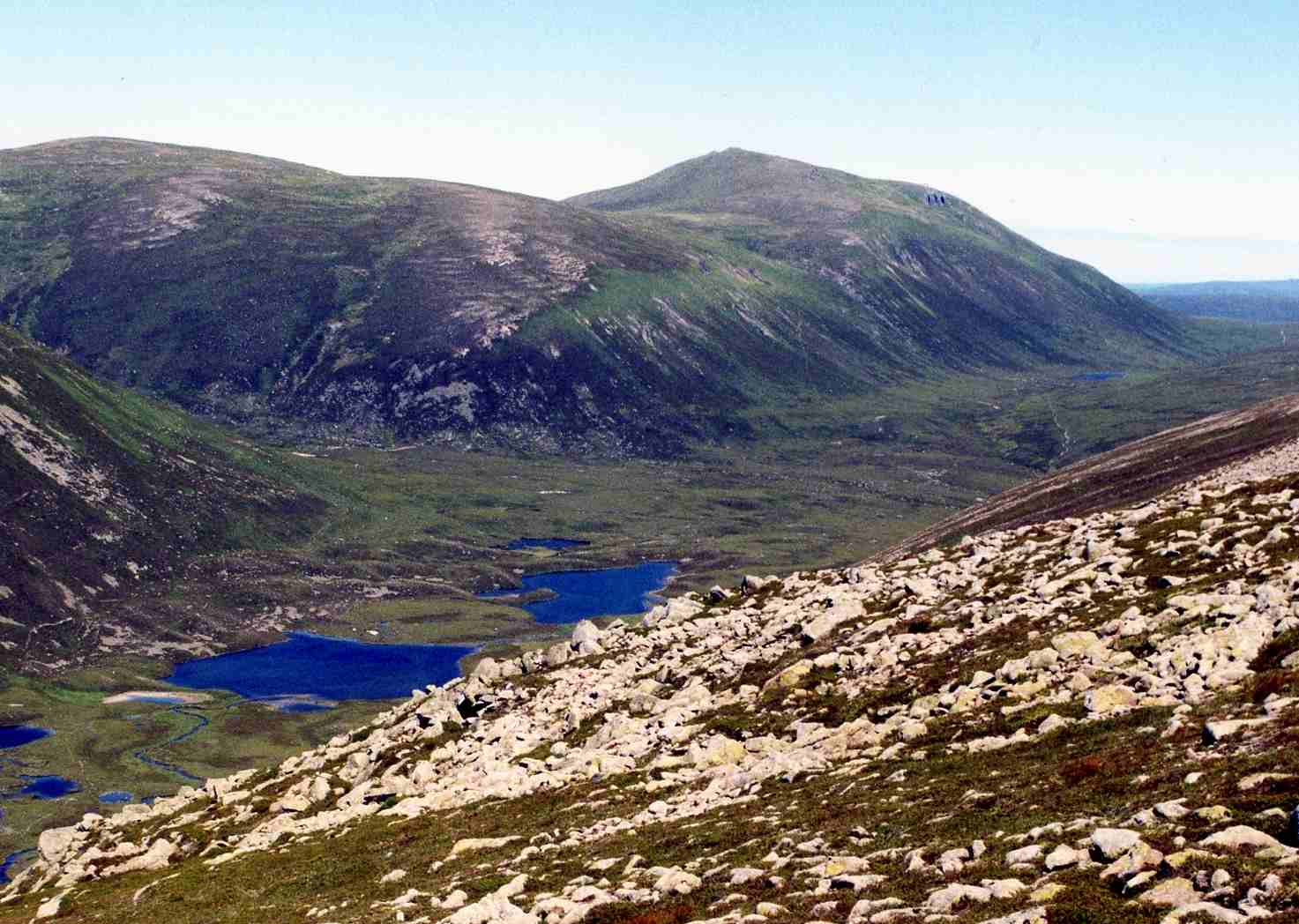
Bynack More

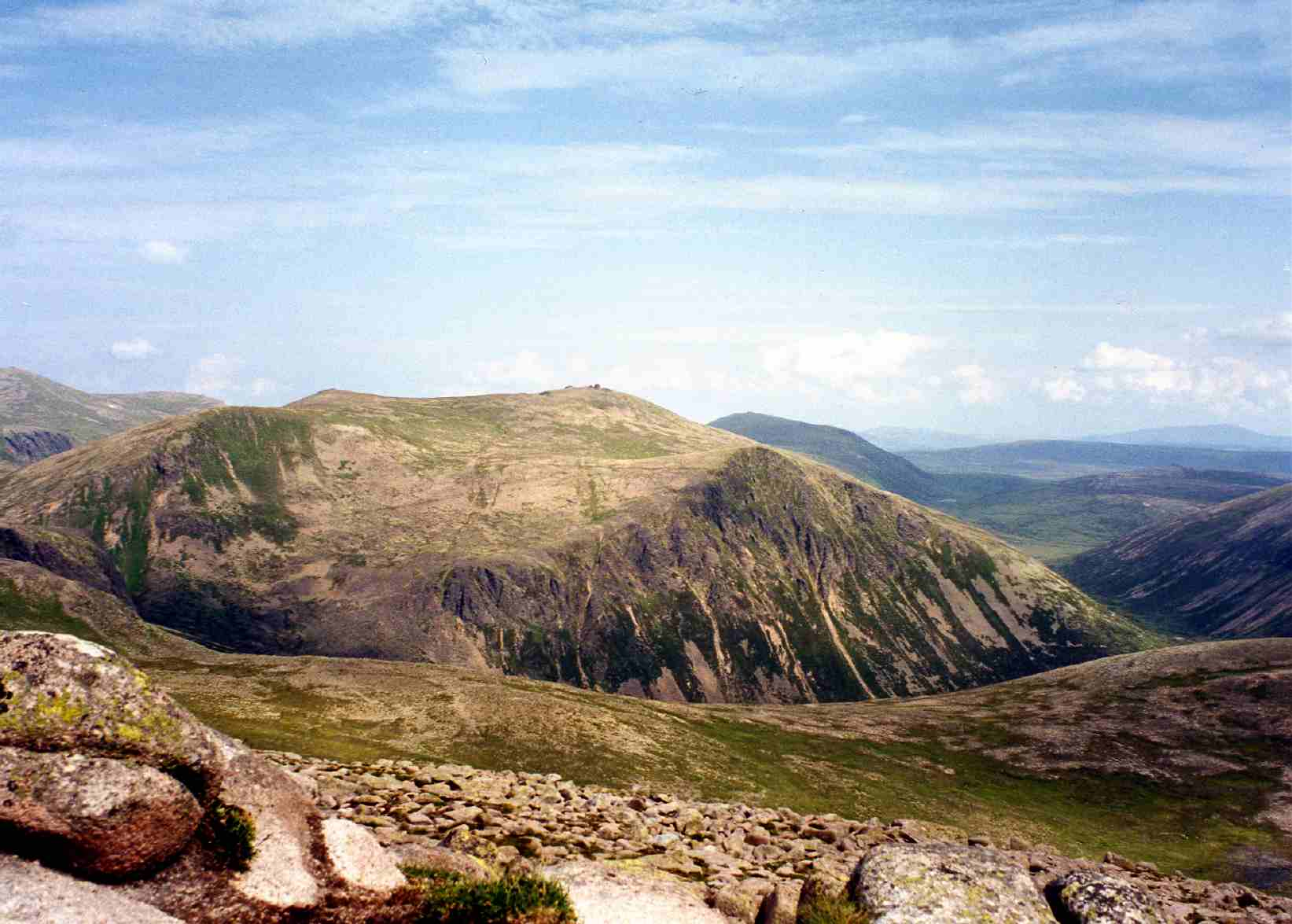
Beinn Mheadhoin

Grampiany (ang. Grampian Mountains, The Grampians, Central Highlands, gael. Am Monadh) – pasmo górskie w Szkocji, najwyższe w Wielkiej Brytanii. Jest to jedno z trzech głównych pasm Szkocji obok Gór Kaledońskich i Wyżyny Południowoszkockiej. Wiele rzek i strumieni bierze tu swój początek. Są to między innymi: Tay, Spey, Cowie Water, Burn of Muchalls, Burn of Pheppie, Burn of Elsick, Cairnie Burn, Don, Dee, North Esk i South Esk. Rejon ten jest słabo zaludniony.
Góry powstały w trakcie orogenezy kaledońskiej. Charakteryzują się rzeźbą górzysto-pagórkowatą, ubogą roślinnością i brakiem lasów. Rejon ten obfituje w wiele jezior, z których największe to Loch Lomond. Najwyższym szczytem jest Ben Nevis, który wznosi się na wysokość 1345 m n.p.m. Jest on najwyższym szczytem Szkocji oraz całej Wielkiej Brytanii.

## Historia
Nazwa Grampians po raz pierwszy została użyta do określenia całego pasma w 1520 r. przez szkockiego historyka Hectora Boece. Nazwa ta wywodzi się od nazwy „Mons Grapious” (M. Graupius), miana nadanego przez Tacyta miejscu sromotnej klęski wojsk Calgacusa z Kaledończykami ok. 83 r. n.e. Położenie Mons Graupius, dosłownie „Góry Graupian”, jest kwestią dyskusji wśród historyków. Przeważa pogląd, że nazwa ta odnosi się do któregoś ze wzniesień w Grampianach: Raedykes, Megray Hill lub Kempstone Hill.
W średniowieczu pasmo znane było pod nazwą Mounth. Aż do XIX wieku Grampiany nie były uważane za jedno pasmo a kilka mniejszych. Pogląd ten znajduje swych zwolenników do dziś. W językach gaelicko-szkockim i scots pasmo to posiada więcej niż jedną nazwę. Nazwa regionu „Grampian” przetłumaczona została na szkocko-gaelicki jako „Roinn a’ Mhonaidh”.

## Klimat
W porównaniu z innymi europejskimi pasmami górskimi Grampiany zajmują niewielką powierzchnię. Mimo to między ich zachodnią a wschodnią częścią występują pewne różnice w klimacie.

### Część zachodnia
Klimat części zachodniej jest łagodniejszy dzięki wiatrom wiejącym znad morza. Prądy morskie mają wpływ na temperaturę zachodnich obszarów. Roczna temperatura strefy przybrzeżnej mieści się w przedziale od 9,4 do 9,7 °C. Średnia roczna temperatura maleje na północy i południu jak i w głębi lądu gdzie temperatura waha się w rejonach od 8,0 do 9,3 °C.
W lutym średnia temperatura wynosi mniej więcej 1,6 °C na większości wysp, od 0,7 do 1,6 °C w dolinach i mniej niż -1.1 °C na wyżynach. Na Ben Nevis średnia roczna temperatura wynosi niewiele poniżej 0 °C. W głębi lądu, gdzie słabną wpływy morskie, styczeń jest najzimniejszym miesiącem w roku. Średnia temperatura wynosi wtedy między -3,4 a -0,9 °C. Lipiec i sierpień są najcieplejszymi miesiącami, z temperaturami w rejonach od 14,6 °C do 18,5 °C. Przypadki wyższych temperatur zawiązane są z ciepłymi masami powietrza przyniesionymi z kontynentalnej części Europy. Najbardziej ponurym miesiącem jest grudzień; najwięcej słońca przypada na maj i czerwiec.
Deszcze są szczególnie częste w zimie i jesieni, często zdarzają się ulewy, choć dotyczy to głównie rejonów nadmorskich. W głębi lądu ulewy mogą występować w lecie i na wiosnę. Przemożny wpływ wywiera tutaj morze. Innym czynnikiem wpływającym na opady jest wysokość. Wilgoć wznosząca się ponad szczyty ochładza się tworząc chmury i opady deszczu. Dlatego też mapa rocznych opadów jest bardzo zbliżona do mapy topograficznej. Najwięcej opadów w tym rejonie Szkocji przypada na jesień i zimę, szczególnie od października do stycznia. Najsuchszymi miesiącami są natomiast kwiecień, maj i czerwiec. Na wyżynach roczna średnia opadów wynosi ponad 4000 mm.
Opady śniegu połączone są ściśle z temperaturą. Śnieg utrzymuje się tylko jeśli temperatura nie przekracza 4 °C. Opady śniegu przypadają zwykle na okres między listopadem a kwietniem, ale na wyżej położonych terenach okres ten wydłuża się i obejmuje okres od października do maja. Śnieg rzadko zalega dłużej niż do marca.
Średnia dni z opadami śniegu wynosi dla strefy przybrzeżnej mniej niż 10 na południu i 40 na północy. Dla wyżej położonych terenów liczba ta wynosi 100 dni. Na nizinach śnieg zalega nie dłużej niż 5 dni, ale na wyżynach już około 35 dni. Na szczytach jak np. na Ben Nevis śnieg może się utrzymywać nawet do siedmiu miesięcy w roku.

### Część wschodnia
Na wschodzie średnie roczna temperatura waha się od 9 °C w pobliżu Firth of Forth do mniej niż 6 °C na wyżynach. Zróżnicowanie temperatur jest wynikiem bliskości wybrzeża, topografii i, w mniejszym stopniu, urbanizacji.
Najzimniejszym miesiącem jest styczeń z temperaturami około 1,5 °C na północno-wschodnim wybrzeżu do mniej niż -2 °C na wyżynach. Bardzo niskie temperatury zazwyczaj występują w styczniu i lutym (np. najniższa zanotowana temperatura na Wyspach Brytyjskich: -27,2 °C w Braemar, 10 stycznia 1982 r.). Występują tu także wiatry fenowe. Najcieplejszym miesiącem jest lipiec, ze średnią dzienną temperaturą wynoszącą ok. 20 °C, najwyższą w Szkocji. Dla porównania w innych wschodnich rejonach Szkocji średnie temperatury w tym okresie wynoszą najwyżej 16 °C.
Najmniej słonecznym miesiącem, tak jak w zachodniej części pasma, jest grudzień. Najwięcej słońca przynoszą maj i czerwiec. Większość wschodniej Szkocji jest chroniona przez góry od wilgotnych wiatrów zachodnich. Szczególnie chronione są rejony wybrzeża East Lothian, Fife i Moray Firth, gdzie roczna suma opadów wynosi mniej niż 700 mm. Najwięcej deszczu otrzymują wyżynne rejony położone na południu (ok. 1500 mm).
Średnia liczba dni z opadami śniegu wynosi 20 na wybrzeżu i ponad 100 dni w górach. Śnieg zalega mniej niż 10 dni na wybrzeżu i ponad 60 dni na wyżej położonym terenie. W wyżej położonych rejonach powstały ośrodki narciarskie takie jak Cairngorm, Lecht i Glenshee.
Wschodnie Grampiany są jednym z najbardziej wietrznych zakątków Wielkiej Brytanii. Najsilniejsze wiatry powiązane są ze strefami niskiego ciśnienia przechodzącymi blisko lub przez Szkocję. Szczytowym sezonem silnych wiatrów jest zima, szczególnie od grudnia do lutego. Na szczycie Cairn Gorm zmierzono rekordową prędkość wiatru w Wielkiej Brytanii – 150 węzłów (20 marca 1986 r).

## Podział
Grampiany są bardzo zróżnicowane. Znajdują się tutaj zarówno szczyty o charakterystyce niemalże alpejskiej jak i łagodne trawiaste wzgórza. Pasmo to dzieli się na wiele mniejszych łańcuchów zebranych w trzy większe, główne grupy: Grampiany Zachodnie, Centralne i Wschodnie. Podział na mniejsze łańcuchy nie jest jasno ustalony, więc w różnych źródłach można spotkać różniące się wersje. Często bywa, że niektóre szczyty przez niektórych kwalifikowane jako część jednego pasma przez innych autorów opisywane są jako część innego.

### Grampiany Zachodnie
- Pasmo Ben Nevis,
- Mamores,
- Pasmo Glencoe,
- Glen Etive,
- Black Mount,
- Grupa Cruachan,
- Tyndrum,
- Alpy Cowal i Arrochar.

### Grampiany Centralne
- Góry Monadhliath,
- Wzgórza Loch Laggan,
- Wzgórza Ben Alder,
- Wzgórza Loch Treig,
- West Drumochter,
- Rannoch Moor,
- Glen Lyon,
- Bridge of Orchy,
- Wzgórza Glen Lochay,
- Pasmo Lawers,
- Crianlarich/Balquhidder,
- Grupa Loch Earn,
- Ben Lomond, Luss i The Trossachs.

### Grampiany Wschodnie
- Cairngorm,
- Cairnwells & Blairgowrie,
- Atholl i East Drumochter,
- Lochnagar,
- Angus Glens.

## Najwyższe szczyty
- Ben Nevis – 1345 m,
- Ben Macdui – 1309 m,
- Braeriach – 1296 m,
- Cairn Toul – 1291 m,
- Sgor an Lochain Uaine – 1258 m,
- Cairn Gorm – 1244 m,
- Aonach Beag – 1234 m,
- Aonach Mòr – 1221 m,
- Càrn Mòr Dearg – 1220 m,
- Ben Lawers – 1214 m,
- Beinn a’ Bhùird – 1197 m,
- Beinn Mheadhoin – 1182 m,
- Stob Choire Claurigh – 1177 m,
- Ben More – 1174 m,
- Ben Avon – 1171 m,
- Stob Binnein – 1165 m,
- Beinn Bhrotain – 1157 m,
- Derry Cairngorm – 1155 m,
- Lochnagar – 1155 m,
- Bidean nam Bian – 1150 m.